# Pteris longipinnula
Pteris longipinnula är en kantbräkenväxtart som beskrevs av Nathaniel Wallich. Pteris longipinnula ingår i släktet Pteris och familjen Pteridaceae. Utöver nominatformen finns också underarten P. l. hirtula.